# Pensamento simbólico
O pensamento simbólico é um processo de representação mental na qual o indivíduo analisa um determinado modelo concreto e a partir dele formula estratégias para a solução de um problema.